# Takahiro Okubo
Takahiro Okubo (大久保 貴広 Okubo Takahiro?), född 29 april 1974 i Shizuoka prefektur, är en japansk före detta fotbollsspelare.
Okubo började sin karriär 1997 i Yokohama Flügels. Med Yokohama Flügels vann han japanska cupen 1998. 1999 flyttade han till Honda FC. Han avslutade karriären 2001.